# 方氏住宅
方氏住宅位于扬州市广陵区引市街33号，建于晚清，业主为探花方尔咸。门楼雕刻凤凰、各种花卉以及福、禄、寿三星。
方氏住宅列为扬州市文物保护单位。